# Štěpán II. (epizodní papež)
Štěpán II. byl papežem katolické církve v roce 752. Protože ho zabila mrtvice asi dva nebo tři dny před jeho intronizací, není mezi papeže počítán. Ovšem z právního hlediska papežem byl, protože jeho volba proběhla řádně.

## Život
Římskokatolická církev jej však za oficiálního papeže nepovažuje právě kvůli tomu, že nestihl být intronizován. Po jeho úmrtí byl zvolen novým papežem římský arcijáhen téhož jména označovaný jako Štěpán II. Kdyby kněz Štěpán byl mezi papeže počítán, jednalo by se o nejkratší pontifikát v historii. Protože však není, je za nejkratší papežskou vládu považován pontifikát Urbana VII.